# 東横フラワー緑道
東横フラワー緑道（とうよこフラワーりょくどう）は、東急東横線の地下化により生じた東白楽駅 - 横浜駅間の線路跡に横浜市によって整備された延長約1.4 kmの緑道（公園）である。
2006年7月に新太田町駅跡を含む広台太田町付近から反町3丁目付近までの第1期区間約250m、2007年4月に反町3・4丁目の第2期区間約180mが完成。さらに2011年4月に高島山トンネルが整備されて全線開通となった。
なお、本項では東横線の廃線区間（横浜駅 - 桜木町駅）における遊歩道整備計画についても一部扱っている（後節参照）。

## 経緯
2004年2月のみなとみらい線（横浜駅 - 元町・中華街駅）開業に伴い、同線と直通運転を行う東急東横線の反町駅および横浜駅が地下化された。その地下化跡地の用途について検討が行われた結果、横浜市が線路跡地に緑道を整備することとなり、2005年12月に整備が開始された。その後、緑道の愛称について一般公募が行われ、2006年4月に東横線地下化跡地活性化地元委員会によって「東横フラワー緑道」を愛称および正式名称とすることが決まった。線路の撤去が完了した後、地元住民との話し合いのもと緑道の整備が進められ、2011年4月には全区間の整備が完了している。これにより、横浜駅 - 東白楽駅間を通して歩くことが可能となった。

## 整備区間
エリアの詳細については、『東横線地下化跡地 散歩道づくり通信』の第13号を参照。

### エリア1（東白楽駅 - 平川町公園）
2010年6月10日に二ツ谷公園が利用可能となり、滝の川せせらぎ緑道と繋がるようになった。
現在、東白楽駅まで陸橋で繋がれている。

### エリア2（平川町公園 - 広台太田町付近）
2006年7月29日に新太田町駅跡地のみ広場としてオープンした（同時にエリア3の隣接区間も開通）。同日に当広場でテープカットや植樹などが行われた。
広場内には、東横フラワー緑道の石碑、水飲み、ベンチが設置されており、敷地面積はそれほど広くないものの、遊ぶ子どもたちやベンチで休憩する人々の姿が見受けられる。

### エリア3（広台太田町付近 - 反町駅北側）
エリア2のオープンと同日に広台太田町付近から反町3丁目付近までの第1期区間約250m、さらに2007年4月に反町3・4丁目の第2期区間約180mが完成した。地下化以前は東横線の高架線が通っており、住宅街とはいえ騒音が激しかったが、現在は撤去されて静かな緑道が続いている。
花壇、樹木、水飲みが設置されているほか、木道舗装部分にはみなとみらい地区の汽車道と同じように線路がはめこまれている。

### エリア4（反町駅付近）
東横線の旧高架橋を再利用し、反町駅北側（エリア3）から国道1号をまたいで反町駅南側の緑道（エリア5）に至る高架式の歩道（東横フラワー緑道反町橋）が設けられている。また、国道1号の両側に、高架式の緑道と地表を行き来するための階段およびエレベーターが設置された。

### エリア5（反町駅南側 - 桐畑橋周辺）
高島山トンネル手前までの当エリアは2010年5月1日、エリア4の高架式歩道と同時に利用可能となった。設備として、東横フラワー緑道集会所「反町駅前ふれあいサロン」が同年4月13日にオープンしている。

### エリア6（高島山トンネル内）

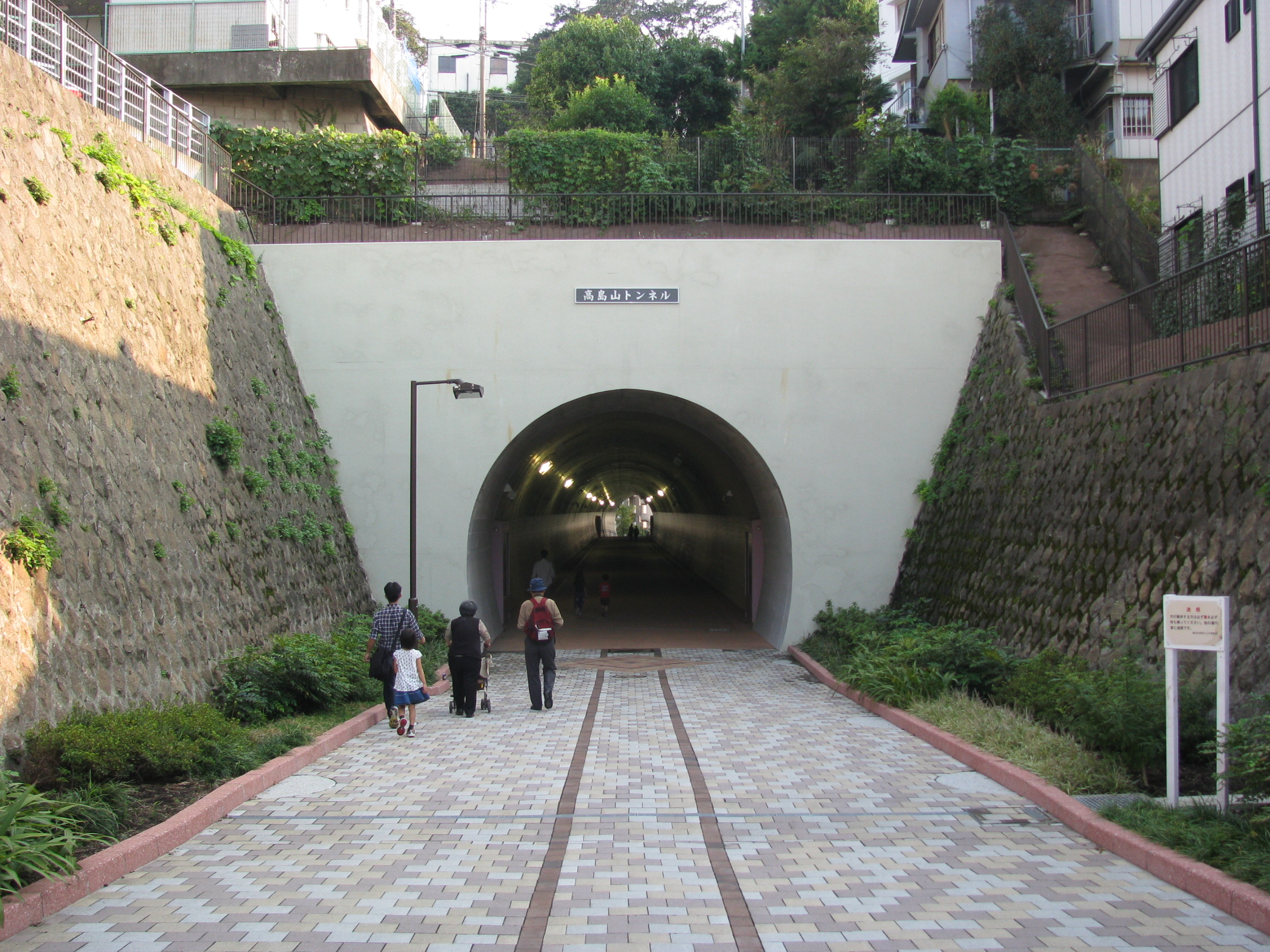
高島山トンネル（2011年10月10日）

6時から21時半にかけて通行が可能（トンネル内のため、通行時間に制限がある）。
東横線の反町駅 - 横浜駅間に位置する高島山を貫通するトンネルで、地下化以前は同線の電車が走行しており、またかつては横浜方の出口付近に同線の神奈川駅があった。このトンネルは2011年4月16日13時から通行可能となっている。
当エリア（高島山トンネル）開通前は、反町駅周辺から横浜駅に徒歩で移動する場合、神奈川区内有数の丘陵である高島山を越えるか、反町駅から桐畑・青木橋方面または泉町方面に迂回する必要があったが、トンネルが開通すると横浜駅まで最短距離で移動できるようになったため、反町駅周辺から横浜駅までの所要時間が大幅に短縮された。
なお、当エリアの整備に際し2008年1月より老朽化したトンネルの補強工事が行われた関係で、トンネル断面が現役時代よりやや縮小されている。また、2010年4月より実施された調査でトンネルに亀裂が見つかり補強工事が行われた。

### エリア7（青木浅間線付近）
東横線の高架橋は撤去され、高島山トンネル南側の旧東海道（神奈川宿歴史の道）付近から青木浅間線まで約100mの歩道が開通している。2010年4月24日に高島山トンネル手前まで緑道が伸びた。
緑道区間はここまでだが、このほかに横浜駅手前で派新田間川を渡る鉄道橋が残存し、2020年に歩行者デッキの「はまレールウォーク」として整備された（後節も参照）。

## 歴史
- 2004年（平成16年）1月31日 - みなとみらい線開業および相互乗り入れを翌日に控え、東急東横線の反町駅および横浜駅が地下化
- 2005年（平成17年）12月 - 東横線地下化跡地の緑道（遊歩道）整備を開始
- 2006年（平成18年）
  - 4月 - 緑道の愛称および正式名称が「東横フラワー緑道」に決定
  - 7月29日 - 第1期区間が一部暫定開通
  - 8月25日 - 第1期区間が開通（この日をもって正式開通）
- 2007年（平成19年）4月 - 第2期区間が開通
- 2010年（平成22年）4月 - 第3期区間の一部が開通
- 2011年（平成23年）
  - 4月1日 - 平川町公園および二ツ谷公園区間オープン
  - 4月16日 - 高島山トンネルオープン、緑道が全道開通

## 関連する遊歩道整備計画
東横フラワー緑道〜横浜駅までの整備
東横フラワー緑道から横浜駅までの経路については、横浜駅きた西口鶴屋地区第一種市街地再開発事業に伴って横浜駅西口駅前広場に至る道路が通行できなくなるため、2020年に東横フラワー緑道からJR横浜鶴屋町ビルの2階通路、遊歩道「はまレールウォーク」、JR横浜タワーを経由して横浜駅西口駅前広場に至る経路が整備された。
横浜駅〜桜木町駅間の東横線跡地遊歩道

みなとみらい線の開業に伴い生じた東急東横線の廃線区間のうち、残りの横浜駅 - 桜木町駅間においても、延長約1.8 kmの遊歩道（歩行者専用道路、「東横線跡地遊歩道」とも呼ばれるが正式名称等は未定）の整備が計画されている。この廃線区間では高架橋により東西地域（みなとみらい地区と花咲町以西地域など）が分断されていることから、階段・昇降施設を設けるなどして周辺地域とのアクセス強化も図る計画となっている。なお、当初の計画では自転車も通行可能とされていたが、遊歩道の幅が7メートルしか取れないため自転車と歩行者の分離が難しく、警察との協議の結果、歩行者専用の「魅力ある遊歩道」という風に計画自体が見直されることとなった（この見直しは計画の遅延にも大きく影響している）。
廃線跡ということもあり、遊歩道の路面には線路のバラスト（砂利）をイメージした舗装が施される予定である。また、この遊歩道整備計画は「エキサイトよこはま22（横浜駅周辺大改造計画）」の歩行者動線計画の一部にもなっており、将来の再開発が見込まれる横浜駅みなみ東口地区（ステーションオアシス地区）内部を通過し、最終的には横浜駅地下1階のみなみ通路（みなみ東口付近）に接続する計画となっている。
2016年3月時点の計画では、桜木町駅西口広場（2014年7月オープン）の北側より「紅葉坂交差点」付近までの一部区間（約140 m）について2016年度末の整備完了を目指していたが、予算等の関係により大幅に遅れ、2019年7月に先行開通した。先行開通区間では将来的な遊歩道の利活用（魅力的な歩行者空間を形成）に向けて、活用実験（イベント）なども不定期で行われている。
整備が遅れている理由としては予算面や高架の劣化調査・補強撤去等に加え、JR線と国道16号に挟まれスペースがかなり狭く、双方に影響を与えないよう協議をしながら工事を進めていく必要がある立地条件も影響しているという。
なお、旧高島町駅から横浜駅寄りの一部高架（高島町交差点〜浅山橋交差点付近）は劣化が進み耐震性にも問題があることから2021年度より解体・撤去し、撤去された区間については地上に遊歩道を整備する方針（整備時期未定）である。
さらに遊歩道の整備についても周辺の交通状況などを踏まえた、活用方針の見直しが検討されている。横浜市都市整備局都市交通課によると、計画を一旦リセットした上で2022年から2024年にかけて基本計画を再設計しているとのことで、2024年3月時点で整備時期も未定である。
整備中の遊歩道（桜木町駅付近、2018年2月）

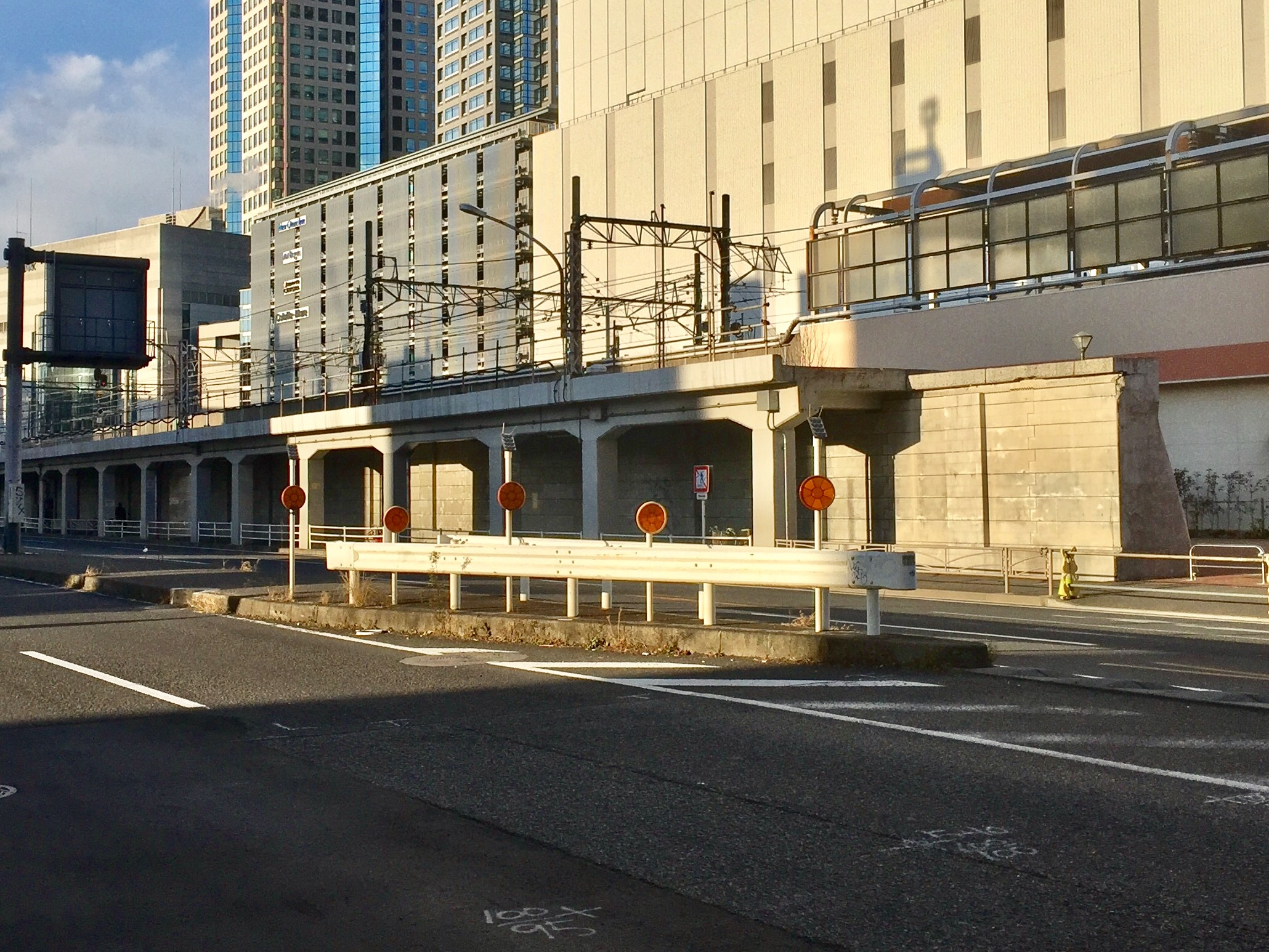
廃線跡の高架橋上に遊歩道が整備される（2018年2月5日）
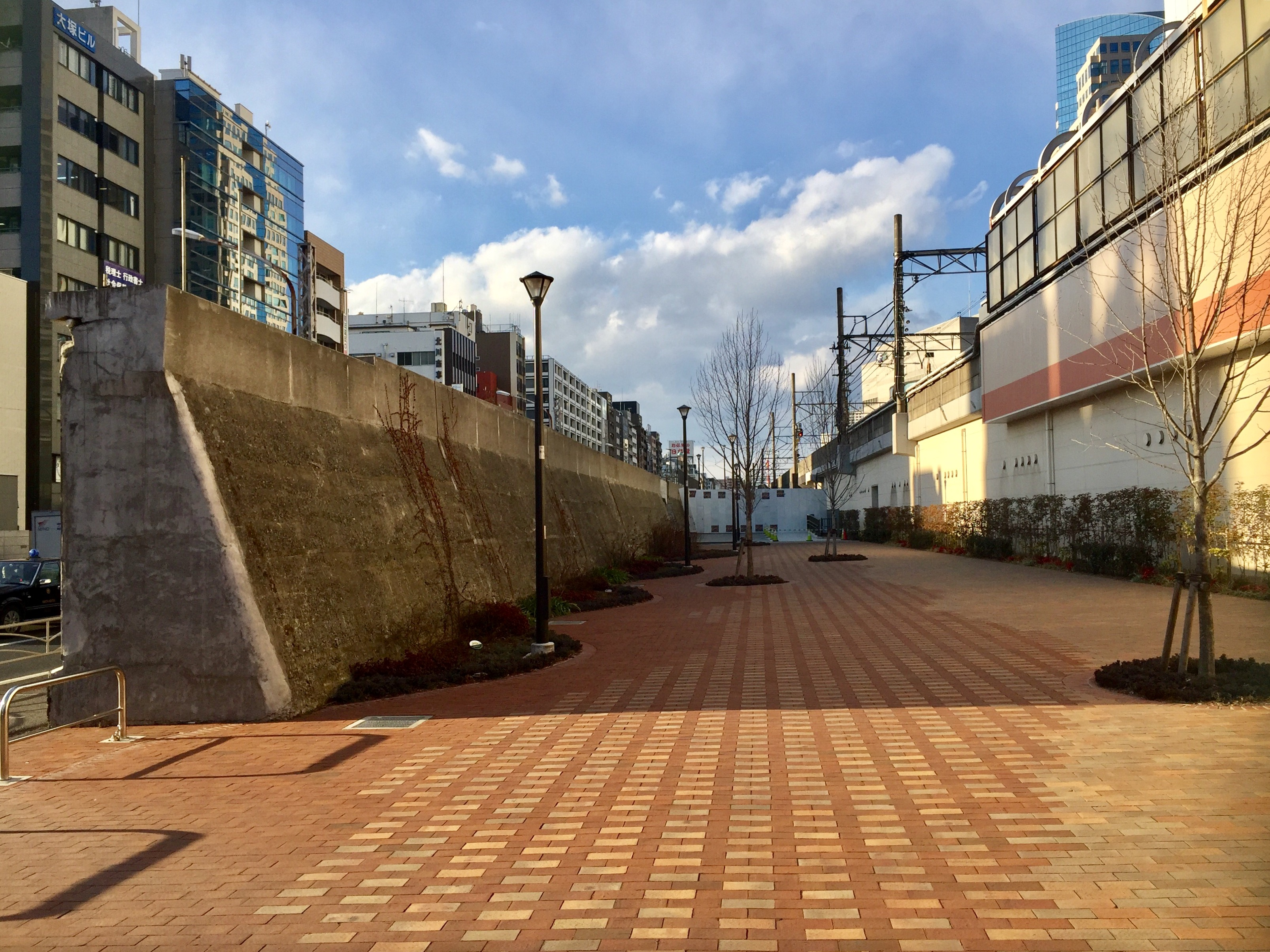
桜木町駅西口広場より整備中の遊歩道方面を見る（2018年2月5日）
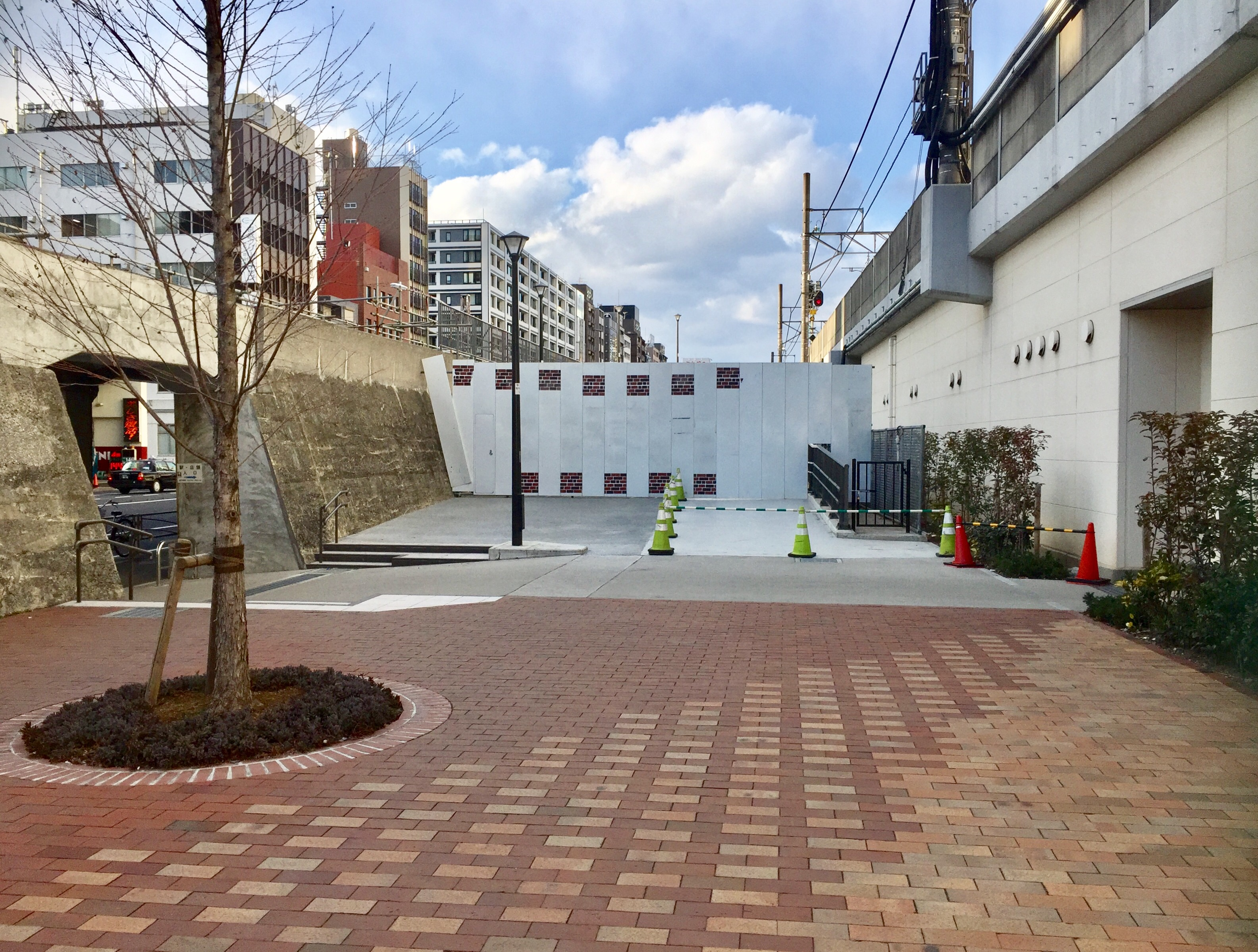
工事柵の奥に遊歩道が整備される（2018年2月5日）
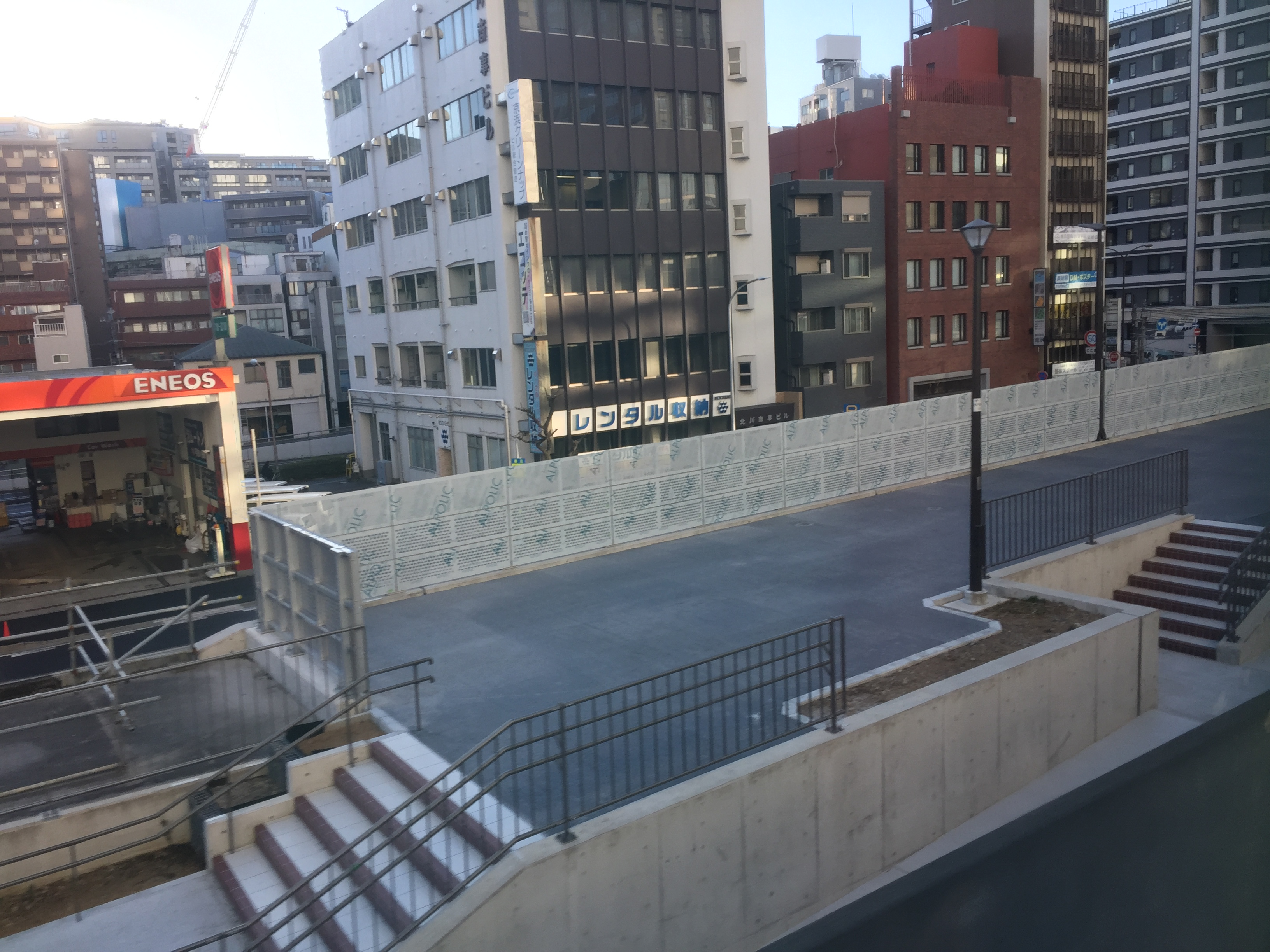
JR根岸線より整備中の遊歩道を撮影（2018年2月5日）

2019年7月に先行開通した一部区間（桜木町駅西口広場〜「紅葉坂交差点」付近）

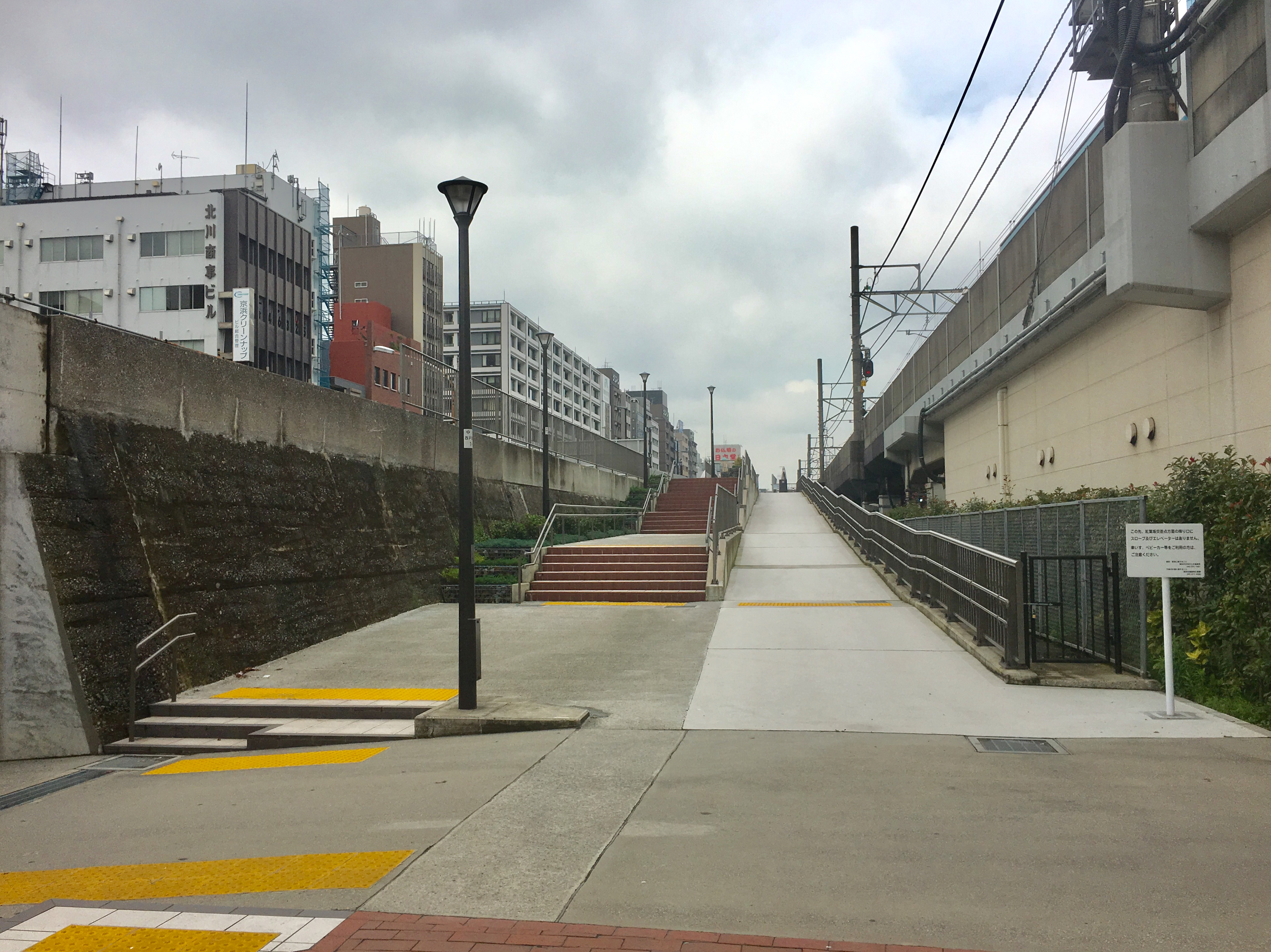
桜木町駅西口広場側の遊歩道入口（2019年7月17日）
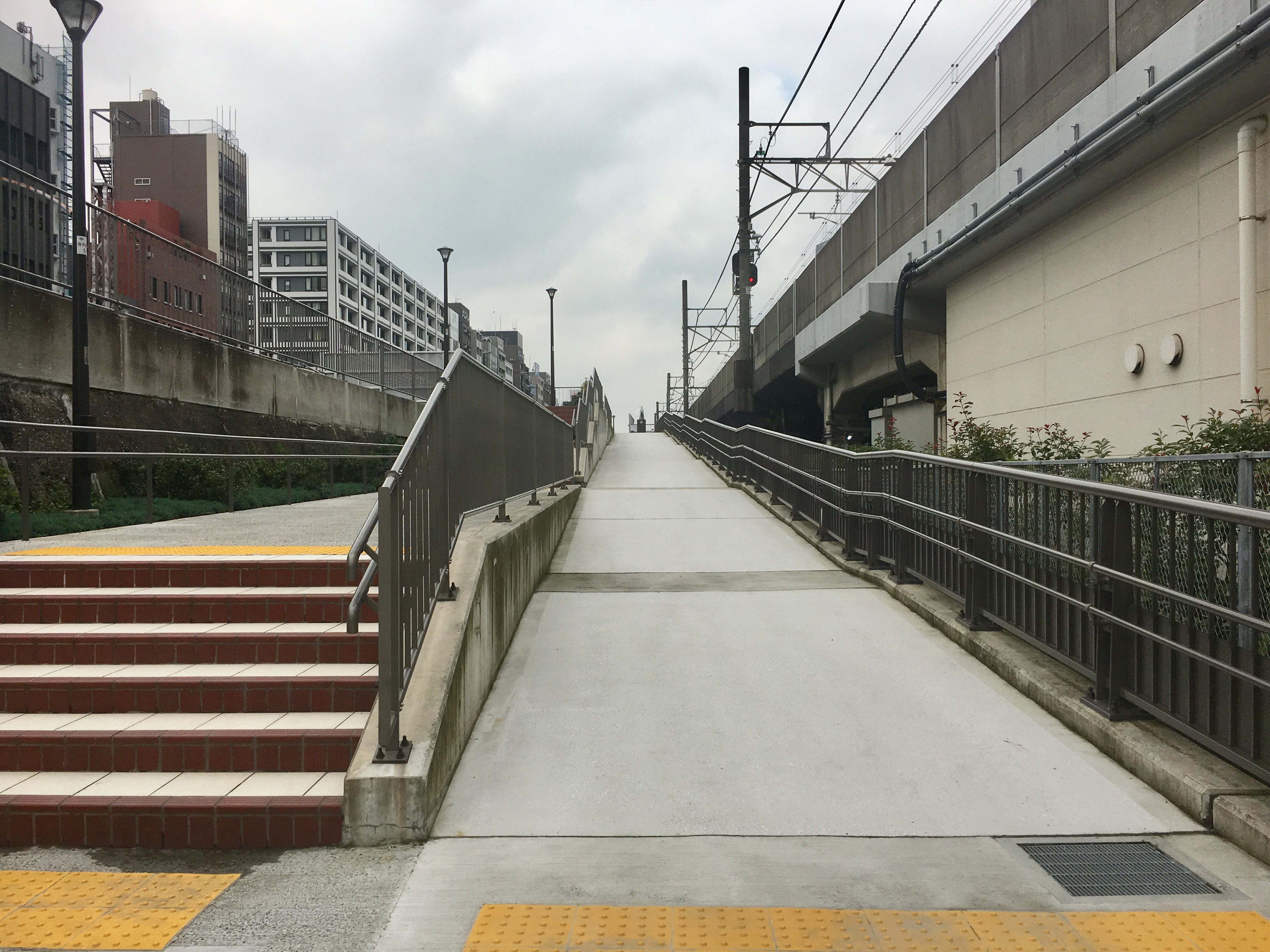
2019年7月時点で桜木町駅西口広場側の入口のみスロープが設置されている（2019年7月17日）
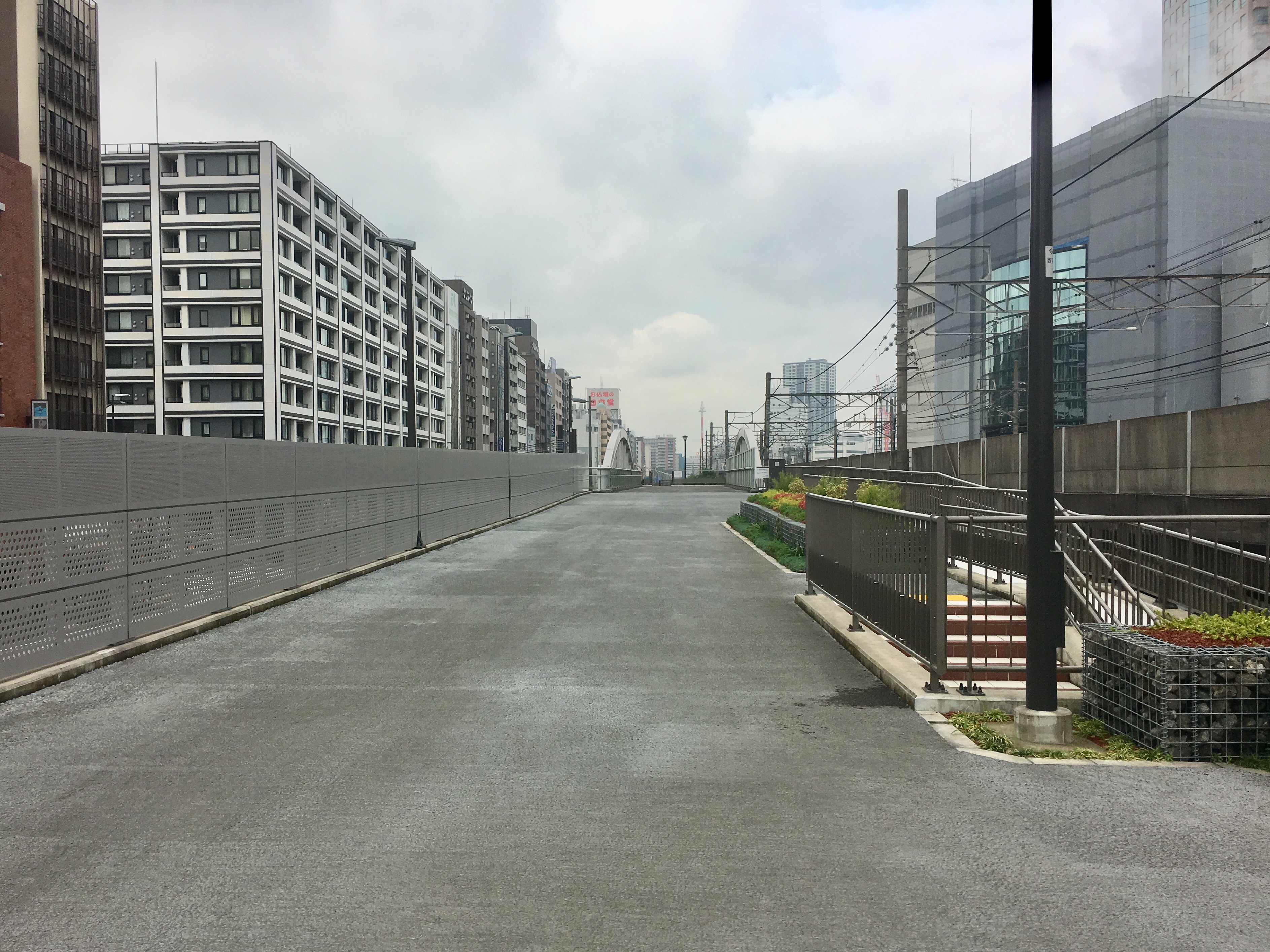
廃線跡に整備された遊歩道（2019年7月17日）
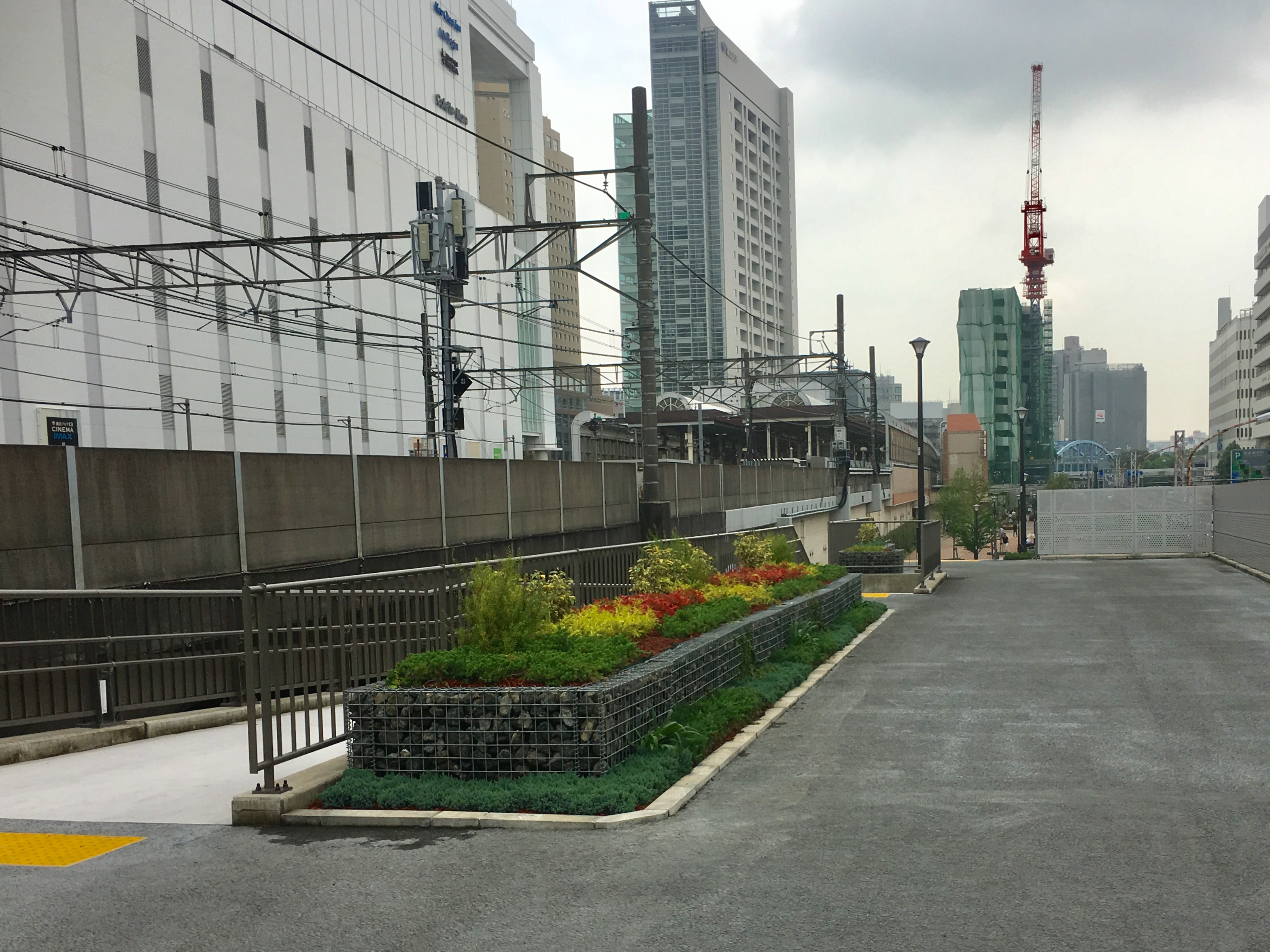
脇には花壇なども設置されている（2019年7月17日）
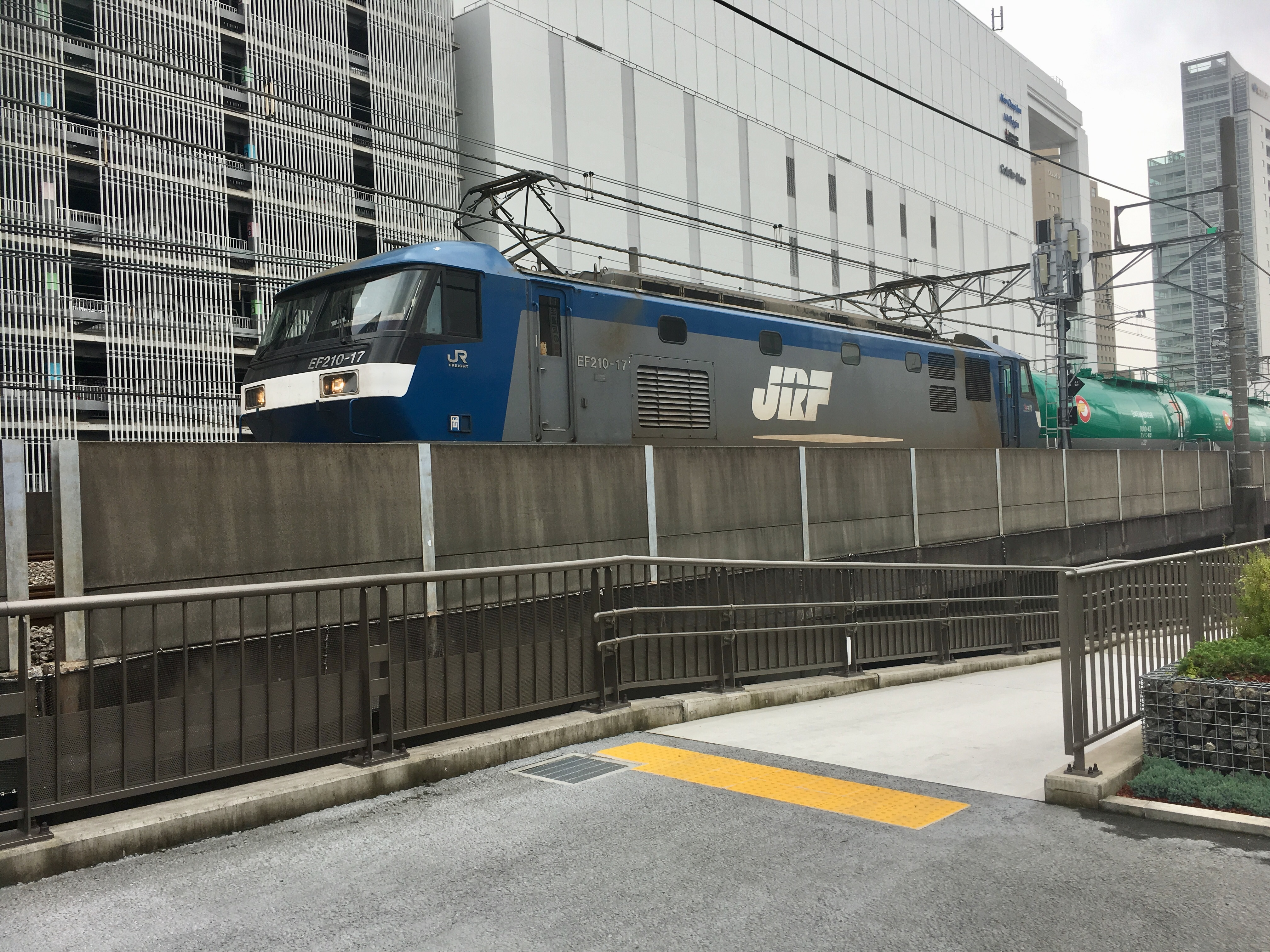
すぐ隣をJR根岸線が併走している（写っているのは同線を走るJR貨物EF210形）（2019年7月17日）
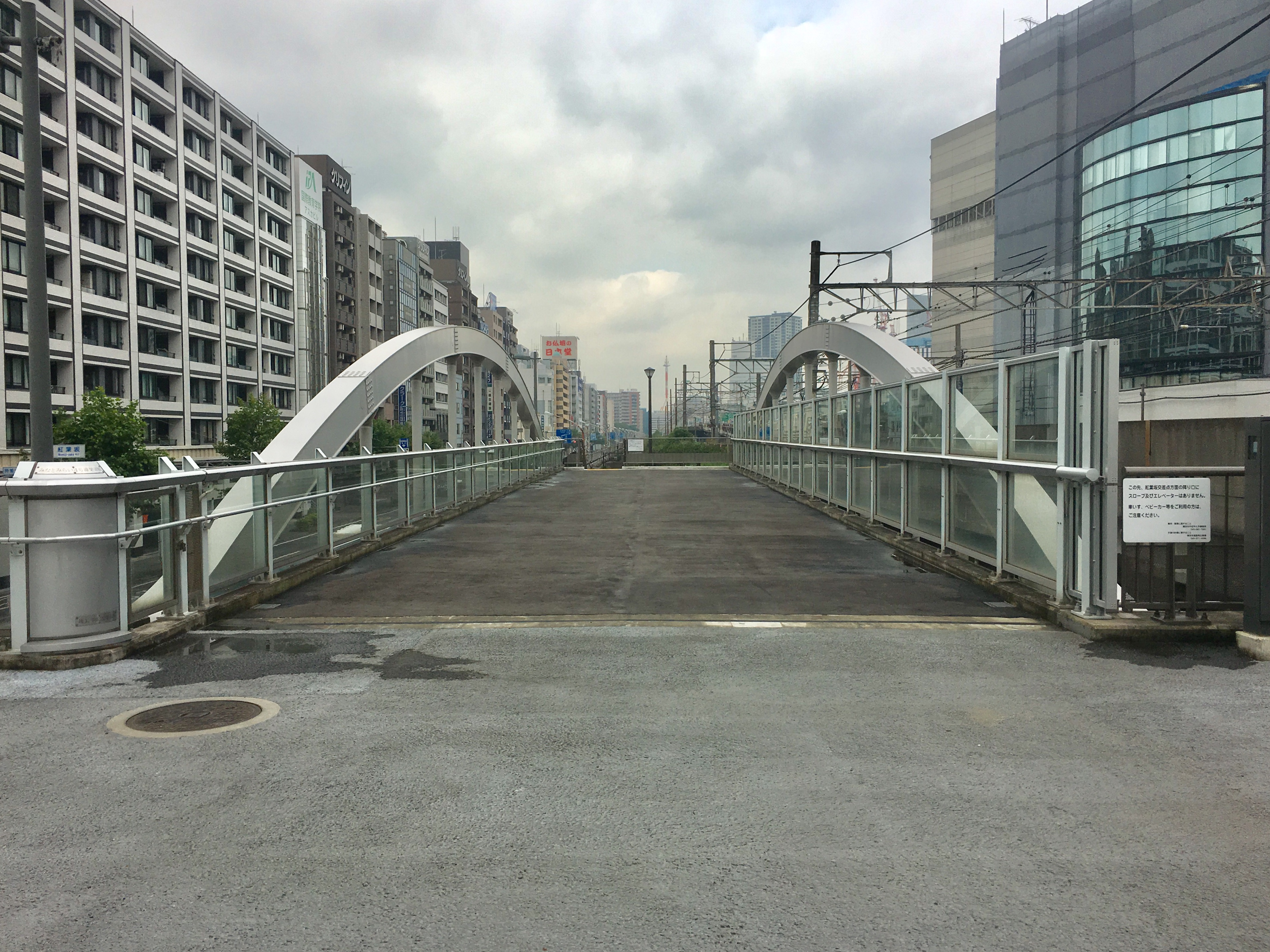
紅葉坂交差点付近を跨いでいる「みなとみらい4号橋」、桁下の高さ確保のため2010年度に架け替えられた[6]（2019年7月17日）
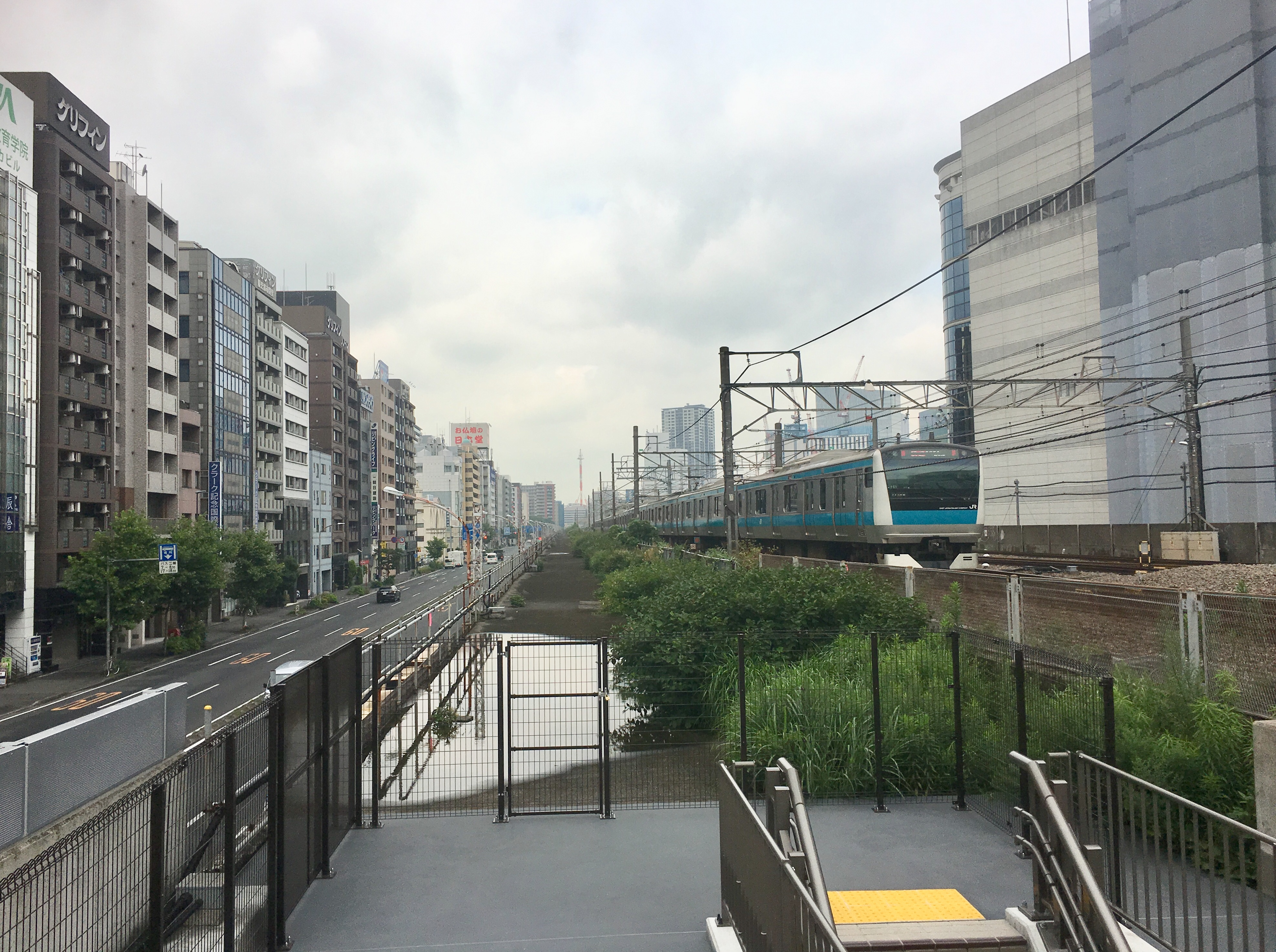
「紅葉坂交差点」付近より先は2019年7月時点で未整備（2019年7月17日）
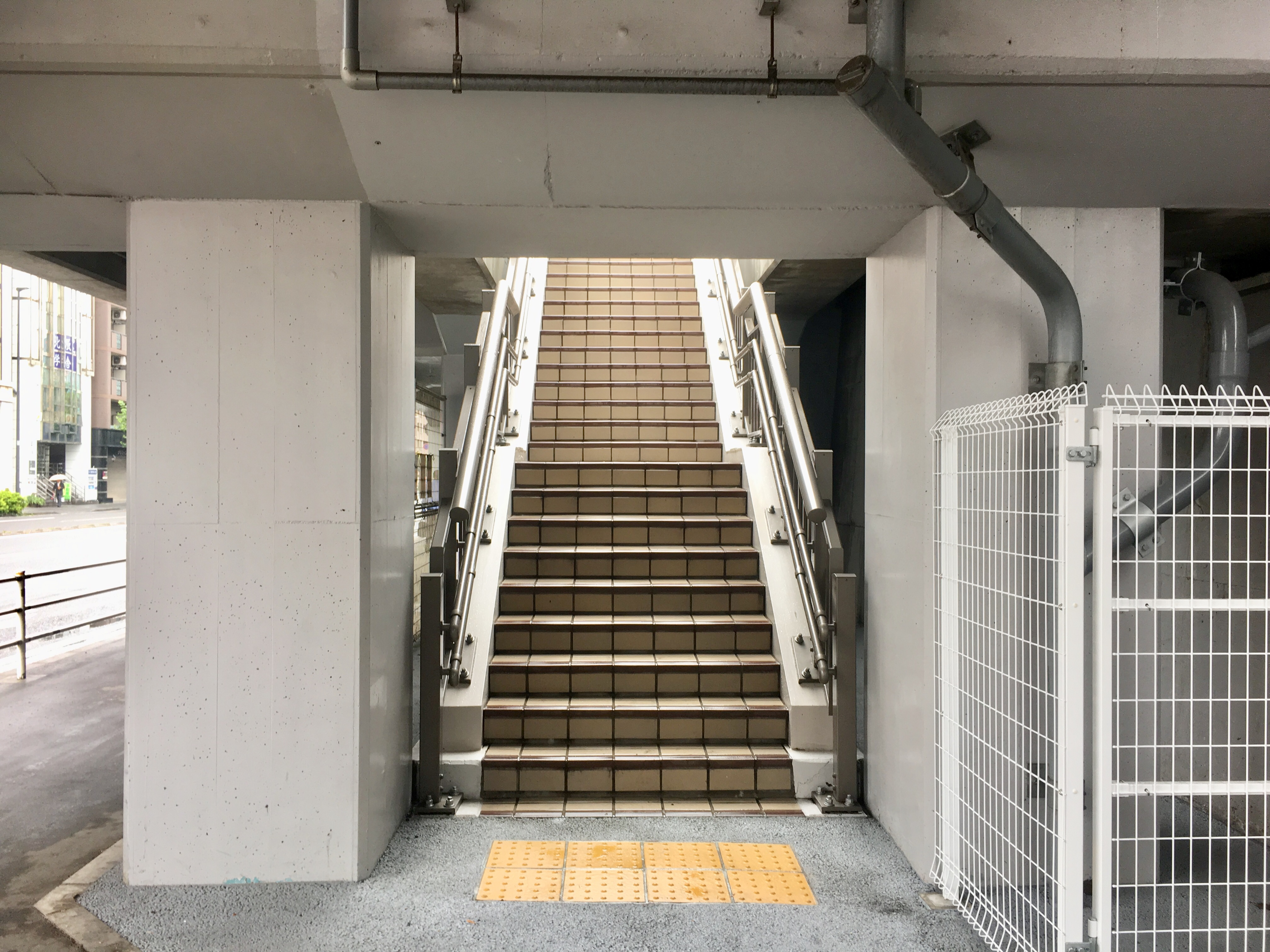
「紅葉坂交差点」付近の遊歩道入口（階段のみでスロープ等の設置はなし）（2019年7月16日）